# 涅韋斯山脈
36°41′0″N 5°0′0″W / 36.68333°N 5.00000°W

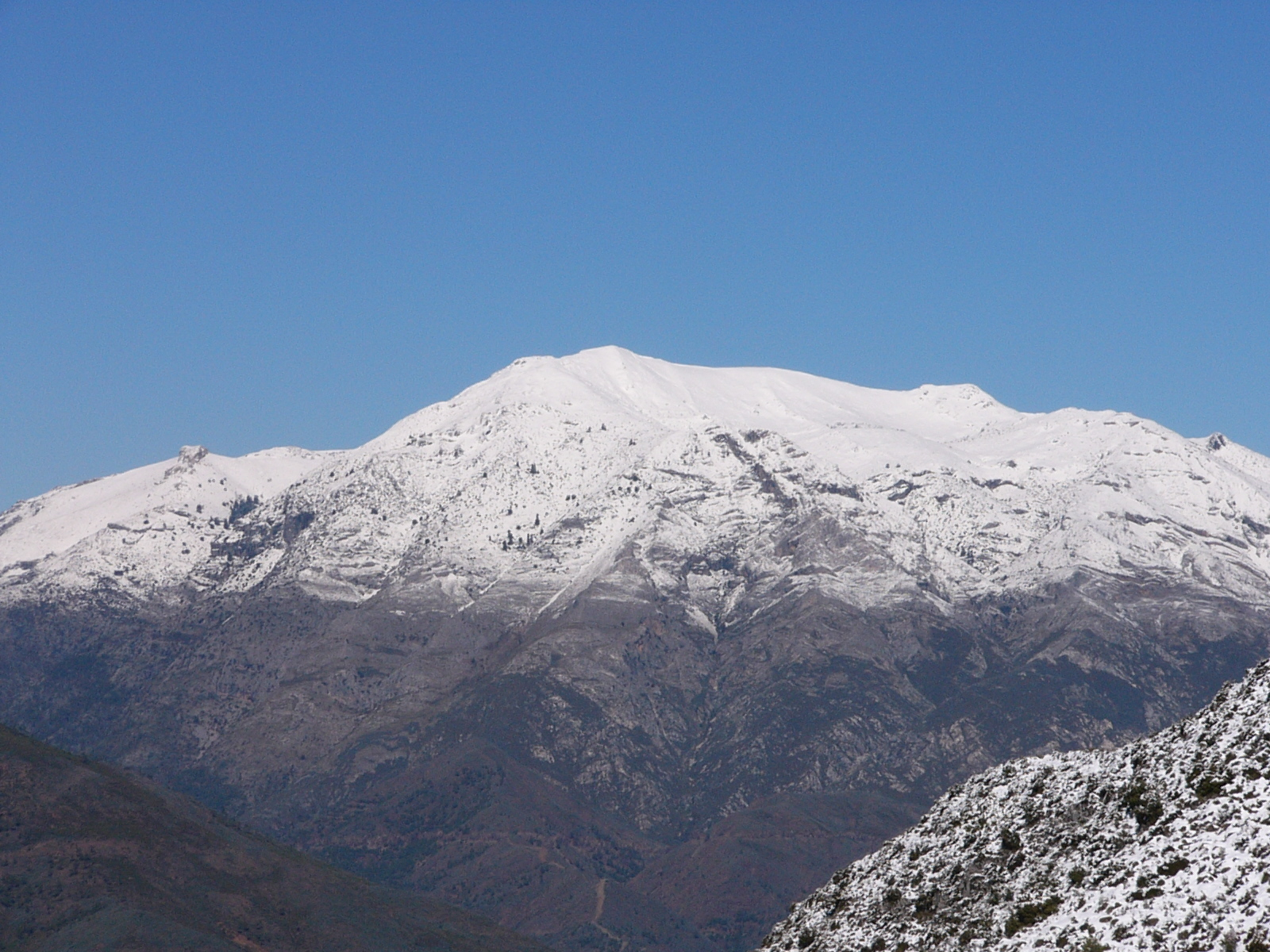

涅韋斯山脈（Sierra de las Nieves），是西班牙的山脈，位於該國南部馬拉加省，屬於佩尼貝蒂科山脈的一部分，最高點海拔高度1,919米的托雷西利亞山，山體由大理石組成。